# ルイス・ウー
ルイス・グリドリー・ウーは、ラリー・ニーヴンのSF小説『リングワールド』の主人公。他のノウンスペースシリーズの作品にも登場する。

## 登場する作品
『リングワールド』
2650年生まれのルイス・ウーは200歳の誕生日を迎え、地球上の各地に用意した自分の誕生パーティー会場を日付が変る前に転々と転移ボックスで移動し時間をすごしていた。
次の会場にジャンプしようとしたとたん、とあるホテルの部屋へ転送されてしまう。そこで彼はある星系への探検の依頼を受けることになる。隊員はほかに三人、二人の異星人（ピアスンのパペッティア人のネサスとネコに似た宇宙人であるクジン人の「獣への話し手（スピーカー・トゥ・アニマルズ）」）、そして人間の女性で生まれつき幸運の遺伝子を持つといわれる ティーラ・ブラウンである。
かれらは地球の300万倍の表面積を持つ巨大な建造物、リングワールド上に墜落することになる……
『リングワールドふたたび』
リングワールドから生還したルイスは、その23年後、別のパペッティア人「至後者（ハインドモースト）」の物質変換テクノロジー探索のため、再びリングワールドを訪れるが、リングワールドの軌道が不安定になっているのを目撃することになる。ルイスは「話し手（スピーカー）」（これは役職名であり、この時点ではハミイーという名前を族長から賜っている）や「至後者」とともにリングワールドを救う決意をする（ルイスがハイパードライブモーターを破壊してしまい、彼らはリングワールドから戻れなくなるのだ）。
『リングワールドの玉座』
リングワールドを救うために多くの亜人類を犠牲にした（と思い込んでいる）ルイスは罪の意識から高度医療を拒否し、老化と病気に蝕まれてしまっていた。しかし「至後者（ハインドモースト）」からそれほど大量の亜人類が死に絶えたわけではないこと、そしてリングワールドに新たな危機が迫っていることを知らされ、「至後者」のもとに戻って治療を受ける。
リングワールドの種族から生まれたプロテクターの争いの中でルイスは右往左往する。
『リングワールドの子供たち』
リングワールドのテクノロジーを巡ってクジン人の「長老世界」および人類のARMらが〈周辺戦争〉を繰り広げ、反物質爆弾まで使用されたためリングワールドは危機にさらされる。〈屍肉食い〉出身のプロテクターである〈作曲家〉が量子第二段階ハイパードライヴのテクノロジーを解明し、カルロス・ウーの全自動医療機のナノテクノロジーを利用してリングワールド全体を超光速移動させ、リングワールドは危機から脱する。ルイス・ウーは若返った後で〈作曲家〉の計画によりプロテクターとなるが、最後に〈至後者〉とともにリングワールドを脱出し、再びもとの繁殖者に戻る。
『リングワールド・コンパニオン・シリーズ』
2012年現在で五部まで出版されている(未訳)　World シリーズでは、リングワールド探検以前に、ルイスがパペッティア人
のネサスに雇われており、〈惑星星団〉をも訪れていることが明らかになる。だがその後ルイスは自らの記憶を修正することを選び、地球に戻っていたのである。

ルイス・ウーは短編『退き潮』にも登場する。この作品ではトリノック人とのファーストコンタクトを行なった人類として描かれている。

## 人物像
ルイスは身長約162cm、東洋系の容貌。フラットランダーとして生まれ、友人の間では「休養（サバティカル）– 一人で宇宙船に乗り込みノウンスペースの果てまで出かけ、また人びととの付き合いが恋しくなるまで戻ってこないこと – 」を考案したことで知られている。
彼の業績としては次のものがある。
- トリノック人とのファーストコンタクト
- 1光年の距離をたった1.25分で移動することのできる"量子第二段階ハイパードライヴ"を装備した宇宙船を入手、人類にもたらした
- リングワールドを破滅から救った

ベーオウルフ・シェイファーはルイスの養父である。生物学上の父親はカルロス・ウー。